# Norsk Polarinstitutt
Norsk Polarinstitutt (NP) er et direktorat under det norske Miljøverndepartementet med ansvar for forskning, miljøovervågning og kortlægning i polarområderne. Instituttet planlægger og gennemfører ekspeditioner i Arktis og Antarktis. Polarinstituttet bistår Direktoratet for naturforvaltning, Statens forurensningstilsyn, Riksantikvaren og Sysselmannen på Svalbard som faglig rådgiver. Polarinstituttet er myndighedsorgan for opfølgning og gennemførelse af norsk miljølovgiving i Antarktis. 
Polarinstituttet har omkring 150 ansatte, hvoraf en tredjedel er forskere. 

## Historie
Instituttet er en videreførelse af Norges Svalbard- og Ishavsundersøkelser (NSIU), som blev oprettet af Adolf Hoel i 1928 for at kortlægge hav- og landområder og drive geologiske undersøgelser i Arktis. NSIU var en videreføring af De norske statsunderstøttede Spitsbergenekspedisjoner (DNSS), som fungerede fra 1906 og var Norges første statslige enhed, som drev polarforskning. Adolf Hoel ledede NSIU fra 1928 til 1945, mens Anders K. Orvin overtog de sidste tre år fra 1945 til 1948.
I 1948 blev det geografiske ansvarsområde udvidet til at omfatte norske bilande og territorialkrav i Antarktis, og navnet blev ændret til Norsk Polarinstitutt. Efter tidligere at have været beliggende i Oslo flyttede Norsk Polarinstitutt i 1998 ind i Polarmiljøsenteret (senere Framsenteret) i Tromsø. Instituttets første direktør var Harald Ulrik Sverdrup.
NP blev i 1979 underlagt Miljøverndepartementet (svarende til Miljøstyrelsen i Danmark).
Siden 1982 har Polarinstituttet udgivet forskningstidsskriftet Polar Research.

## Forskningsstationer
Norsk Polarinstitutt har oprettet forskningsstationer for at varetage ansvaret for polarforskning. Disse benyttes dels for at være tilstede permanent, dels for at drive helårlig forskning. Desuden benyttes de som baser for ekspeditioner. NP har forskningsaktiviteter i Antarktis, samt i Longyearbyen og Ny-Ålesund på Svalbard.
Norsk Polarinstitutt disponererer over forskningsfartøjet «Lance», Sverdrupstationen og Zeppelin luftmålestation på Svalbard og forskningsstationerne Troll og Tor i Antarktis.

## Direktører
- 1948-1957: Harald Ulrik Sverdrup
- 1957-1960: Anders K. Orvin
- 1960-1983: Tore Gjelsvik
- 1983-1991: Odd Rogne
- 1991-1993: Nils Are Øritsland
- 1993-2005: Olav Orheim
- 2005-i dag: Jan-Gunnar Winther